# Небесният огън
Небесният огън (на английски: The Fires of Heaven) е пета част от фентъзи поредицата „Колелото на времето“ от американския писател Робърт Джордан. Издадена е от Tor Books на 15 октомври 1993 г.
Книгата се отличава е с това, че не всеки от тримата тавирен от Емондово поле се появява, Перин отсъства. Книгата се състои от пролог и 56 глави.

## Сюжет
Преследвайки Шайдо Айил, които са прекосили Гръбнака на света и плячкосват Кайриен, Ранд ал-Тор, Прероденият Дракон и Кар-а-карн, също повежда своите айилци през планината. Двете айилски армии се срещат във Втората битка за Кайриен, която е най-мащабна в западните земи от времето на Артур Ястребовото крило насам. В началото на битката Мат Каутон спасява няколко отряда от засади на Шайдо. Той води тези войски по време на битката и печели много малки схватки с помощта на древните спомени в главата си. Лично той убива водача на Шайдо Куладин, след което вражеският клан се отдръпва.
Погрешно вземайки за истина вестите за смъртта на кралица Мургейз Андорска от ръцете на Отстъпника Рахвин, маскиран като лорд Гебрил, Ранд се приготвя да Пътува до Кемлин с малка айилска ударна сила. Но преди да успее Ланфеар, научила, че Ранд е спал с Авиенда, побеснява от ревност и се опитва да ги убие. Моарейн Дамодред успява да сграбчи Ланфеар и двете заедно преминават през тер-ангреала, Вход към владенията на Еелфините, и се предполага, че е убила и себе си, и Отстъпницата.
Ранд напада Кемлин и Мат, Ашмодеан и Авиенда отиват с него. Малко след като пристигат другарите на Ранд са убити от Рахвин чрез Единствената сила. Ранд се впуска в отчаяно преследване на Рахвин в Тел-айеран-риод, след като Отстъпникът се опитва да се скрие там в плът. След дълго преследване и няколко схватки Ранд унищожава Рахвин с огромен лъч на белфир, заличавайки действията му и така съживявайки Мат, Авиенда и Ашмодеан. По-късно Ашмодеан отново е убит от незнаен враг, когото той с ужас разпознава преди смъртта да го прибере.
Междувременно Нинив ал-Мийра и Елейн Траканд пътуват през земи, пълни със сеанчанци, останали от войната на Томанска глава, Заклети в Дракона, бандити и Бели Плащове, докато се опитват да намерят разбунтувалите се Айез Седай. Нинив най-накрая си спомня, че трябва да тръгнат към Салидар; малко след като пристигат тя успява да плени Могедиен в Тел-айеран-риод, използвайки ай-дам.